# 保科正益
保科 正益（ほしな まさあり）は、上総飯野藩の第10代（最後）の藩主。江戸幕府の幕末の若年寄。

## 経歴
天保4年（1833年）2月2日、第9代藩主・保科正丕の三男として江戸で生まれる。はじめ病弱なために正丕は幕府に出生届を出さなかったが、長男と次男が相次いで早世したため、天保7年（1836年）に出生届を出している。このため、弘化4年（1847年）に世子となり、嘉永元年（1848年）に正丕が死去したため家督を継いだ。嘉永3年（1850年）12月、従五位下、弾正忠に叙任される。大坂加番や日光祭礼奉行など諸役を歴任し、嘉永6年（1853年）のペリー来航では浦賀の警備を務めた。
文久3年（1863年）、大坂定番に任じられる。慶応2年（1866年）5月には若年寄に任じられ、同年からの第2次長州征伐では石州口における幕府軍を指揮した。慶応3年（1867年）1月、江戸へ戻り、7月に若年寄を辞任する。慶応4年（1868年）の戊辰戦争では、新政府に恭順するためと、前将軍・徳川慶喜の助命を求めて入京しようとしたが、親戚に当たる会津藩主・松平容保が徹底抗戦の構えを取ったため、4月から連座によって京都北野で謹慎処分となった。これに対して正益は幕府側に与した家臣を処刑したため、6月19日に罪を許された。
明治2年（1869年）6月の版籍奉還で飯野藩知事に任じられる。明治4年（1871年）7月の廃藩置県で免職された。1884年7月8日に子爵を叙爵した。明治21年（1888年）1月22日に死去した。享年56。

## 家族
父母
- 保科正丕（父）
- 民、重枝 - 側室（母）

妻
- 伊達節子 - 伊達宗紀の七女[3]

子女
- 保科寧子（長女） - 男爵岩崎久弥[4]の妻[3][5][6][7][8]
- 保科尚子（次女） - 伯爵・海軍少将佐野常羽の妻[3][5][6]
- 保科建子（三女） - 沢田鋓義の妻（箱根底倉温泉旅館「蔦屋（つたや）」を継ぐ）[3][注釈 1]
- 楠田咸次郎[注釈 2]（次男）
- 保科正昭[注釈 3]（三男）

姻族関係
長女・寧子の長女はエリザベス・サンダースホームの創立者・沢田美喜。次男・咸次郎の次女は元三菱銀行頭取の田実渉に嫁ぎ、蔦屋の養女（岩崎小弥太の庶子のため、正益とは血縁自体はない）は元三菱重工業社長の牧田與一郎に嫁いでいる。民族主義者の牧田吉明はその四男である。